# Pandemia de COVID-19 na Espanha
A pandemia de COVID-19 na Espanha, que faz parte da pandemia de COVID-19 causada pelo coronavírus da síndrome respiratória aguda grave 2 (SARS-CoV-2), teve início em 31 de janeiro de 2020, quando foi confirmado que o vírus se espalhou pelo país quando um turista alemão testou positivo para a doença em La Gomera, Ilhas Canárias. A análise genética post-hoc mostrou que pelo menos quinze cepas do vírus foram importadas e a transmissão comunitária começou em meados de fevereiro. Em 13 de março, os casos haviam sido confirmados em todas as cinquenta províncias do país.
Um lockdown foi imposto em 14 de março de 2020. Em 29 de março, foi anunciado que, a partir do dia seguinte, todos os trabalhadores não essenciais receberiam ordens para permanecer em casa pelos próximos 14 dias. No final de março, a Comunidade de Madrid registrou a maioria dos casos e mortes no país. Profissionais médicos e aqueles que vivem em casas de idosos tiveram taxas de infecção especialmente altas. Em 25 de março, o número de mortos na Espanha ultrapassou o da China continental e apenas o da Itália foi maior. Em 2 de abril, 950 pessoas morreram do vírus em um período de 24 horas — naquele momento, o maior número de mortes em um único dia de qualquer país. Em 17 de maio, o número diário de mortos anunciado pelo governo espanhol reduziu para abaixo de 100 pela primeira vez e em 1 de junho foi o primeiro dia sem mortes por coronavírus. O estado de alarme terminou em 21 de junho. No entanto, o número de casos aumentou novamente em julho em várias cidades, incluindo Barcelona, Saragoça e Madrid, o que levou à reimposição de algumas restrições.
Estudos sugeriram que o número de infecções e mortes pode ter sido muito maior devido à falta de testes e relatórios, e muitas pessoas com apenas sintomas leves ou nenhum não foram testadas. Relatórios de maio sugeriram que, com base em uma amostra de mais de 63 mil pessoas, o número de infecções pode ser dez vezes maior do que o número de casos confirmados até aquela data. Madri e várias províncias de Castela-Mancha e Castela e Leão foram as áreas mais afetadas com uma porcentagem de infecção superior a 10%. Também pode haver até 15.815 mortes a mais de acordo com o Sistema de Monitoramento da Mortalidade Diária do Ministério da Saúde da Espanha (Sistema de Monitorización de la Mortalidad Diaria — MoMo). Em 6 de julho de 2020, os resultados de um estudo de soroprevalência nacional do Governo da Espanha mostraram que cerca de dois milhões de pessoas, ou 5,2% da população, poderiam ter sido infectadas durante a pandemia.

## Contexto
Em 12 de janeiro, a Organização Mundial da Saúde (OMS) confirmou que um novo coronavírus era a causa de uma doença respiratória em um grupo de pessoas na cidade de Wuhan, província de Hubei, China, que haviam inicialmente chamado a OMS em 31 de dezembro de 2019.

## Cronologia

### Primeiros casos (31 de janeiro — 25 de fevereiro)
Em 31 de janeiro de 2020, a Espanha confirmou seu primeiro caso de COVID-19 em La Gomera, Ilhas Canárias. Um turista da Alemanha deu positivo e foi internado no Hospital Universitário de Nuestra Señora de Candelaria. Em 9 de fevereiro, o segundo caso envolveu um turista britânico masculino em Palma de Maiorca, Ilhas Baleares, que contraiu a doença depois de entrar em contato com alguém na França que posteriormente testou positivo. Fernando Simón, chefe de emergências médicas de Madri, disse que "a Espanha terá apenas alguns casos". Em 13 de fevereiro, foi registrada a primeira morte na Espanha, envolvendo um homem de 69 anos que estava no Nepal. Ele morreu em Valência e foi diagnosticado post-mortem. Em 24 de fevereiro, após um surto de COVID-19 na Itália, um médico da Lombardia, na Itália, que estava de férias em Tenerife, apresentou resultado positivo no Hospital Universitário de Nuestra Señora de Candelaria, na Espanha. O H10 Costa Adeje Palace em Tenerife foi interditado.
Em 25 de fevereiro, quatro novos casos relacionados à Itália foram confirmados na Espanha. Nas Ilhas Canárias, a esposa do médico da Lombardia, que estava de férias em Tenerife, testou positivo. Na Catalunha, uma italiana de 36 anos que vive na Espanha, que visitou Bérgamo e Milão de 12 a 22 de fevereiro, também apresentou resultados positivos em Barcelona. Um homem de 24 anos de Madri, que retornou recentemente do norte da Itália, testou positivo e foi internado no Hospital Carlos III. Na Comunidade Valenciana, um homem de Vila-real, que recentemente viajou para Milão, testou positivo e foi internado no Hospital Universitário De La Plana, Castellón. Vários jogadores de futebol do Valencia FC também tiveram resultados positivos depois de voltarem de uma partida da Liga dos Campeões da UEFA entre o Atalanta-Valencia, onde se sabe que cerca de um terço da população de Bergamo esteve presente.

### Transmissão comunitária (26 de fevereiro — 12 de março)

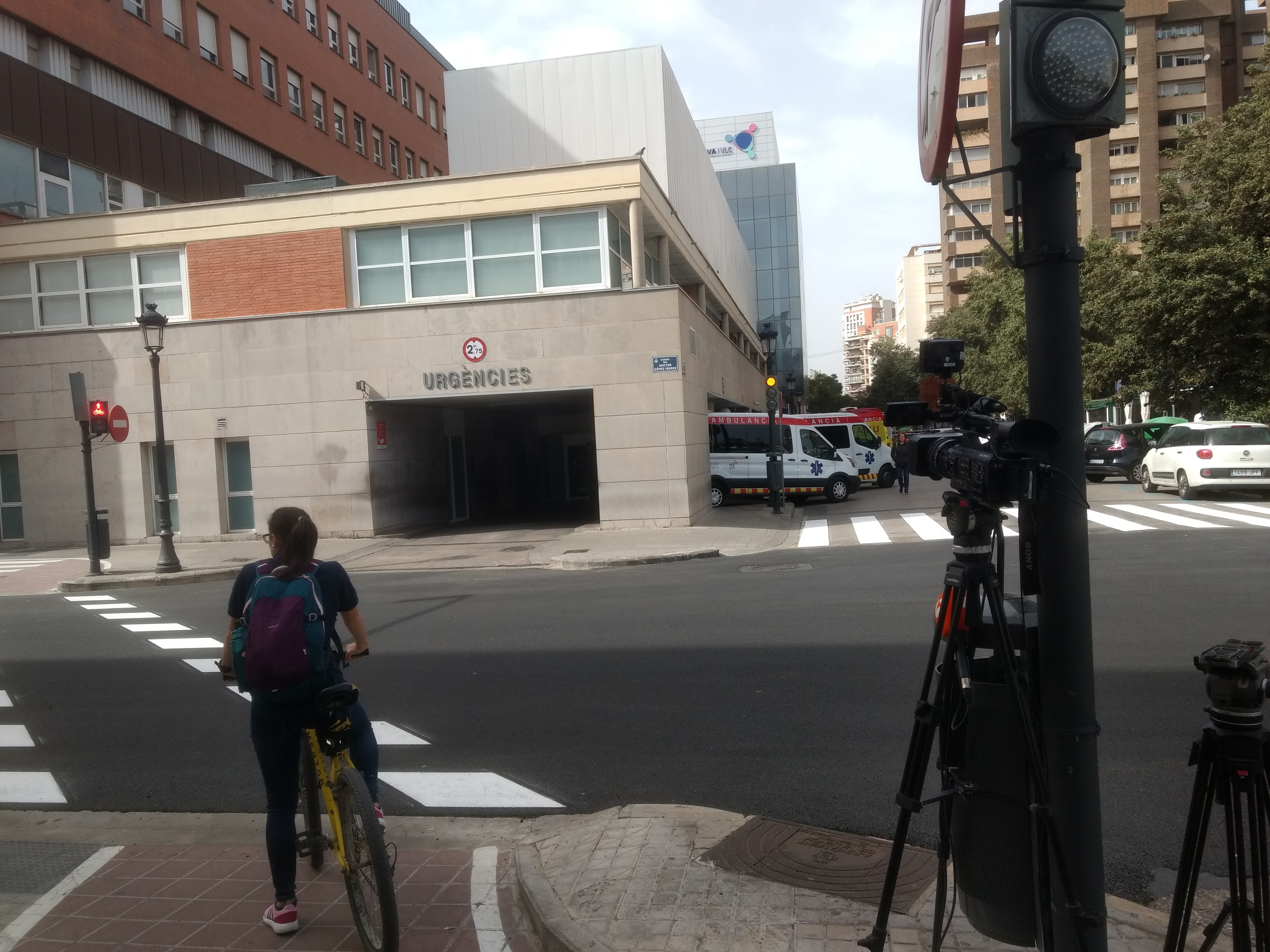
Em 28 de fevereiro, as câmeras de televisão cobriram os primeiros casos de coronavírus no Hospital Clínico Universitário de Valência

Em 26 de fevereiro, o primeiro caso relatado na Andaluzia foi confirmado em Sevilha, o primeiro caso de transmissão comunitária relatado na Espanha. No dia seguinte, foram notificados oito casos de origem italiana e um do Irã, na Catalunha, Castela e Leão e Valência. Em 28 de fevereiro, mais nove pessoas testaram positivo na Andaluzia e um quinto caso foi confirmado em Madri. Em 29 de fevereiro, Astúrias e Navarra relataram seus primeiros casos, um cada. Em 1 de março, na Andaluzia, dois médicos foram confirmados como infectados, aumentando o número de casos andaluzes para 12. No País Basco, outros quatro casos foram relatados, de outras partes da Espanha. Em Castela-Mancha, o primeiro caso de coronavírus foi confirmado e a Estremadura anunciou os quatro primeiros casos. Em 2 de março na Cantábria, nove novos casos originários de pessoas que viajaram para a Itália aumentaram o total de casos em 10 casos na comunidade. Em Castela e Leão, cinco novos casos em um dia elevaram o total para oito pessoas afetadas pelo coronavírus na região. A Catalunha registrou mais três casos positivos, todos relacionados a viagens da Itália. Havia dois novos casos positivos na Estremadura, elevando o total para 6. Madri informou que seu total havia aumentado para 29. Em La Rioja, o primeiro caso foi confirmado.
Em 3 de março, foram registrados o segundo e o terceiro casos nas Astúrias. Nas Ilhas Baleares, um terceiro caso positivo foi confirmado. No País Basco, mais três positivos, dois em Álava e o primeiro na Biscaia, elevaram o total de positivos para 13 na região. Em Castela-Mancha, foram notificados quatro novos casos, elevando o total para sete, dois na província de Guadalajara e outros dois na província de Toledo. Na Comunidade de Madri, 27 novos casos positivos de coronavírus elevaram o total para 56, com cinco graves em terapia intensiva. Em La Rioja, o segundo caso de coronavírus foi confirmado. Na Comunidade Valenciana, quatro novos casos foram confirmados, elevando o número de infectados para 19 casos. A primeira morte em Madri ocorreu em 3 de março, mas não foi confirmada até 5 de março.

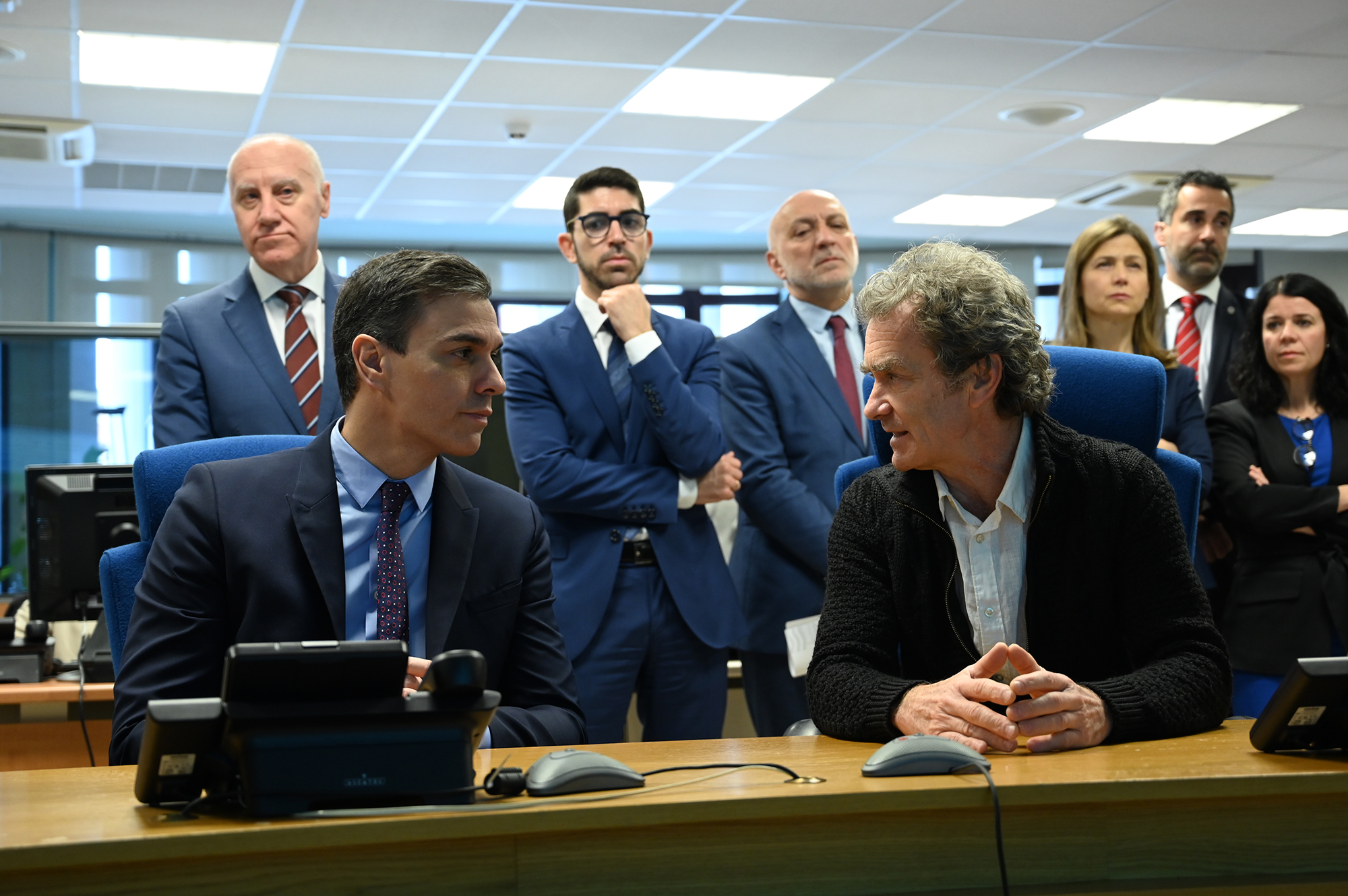
Em 4 de março, o Primeiro Ministro Pedro Sánchez visitou o Centro de Coordenação de Alertas e Emergências Sanitárias

Em 4 de março, o primeiro caso de coronavírus foi confirmado, em Aragão, um homem de 79 anos. No País Basco 8, outros aspectos positivos elevaram o total para 21, com 250 pessoas isoladas (cerca de metade desses profissionais de saúde). Em Castela-Mancha, foram notificados 5 novos casos, elevando o total até 12: 7 na província de Guadalajara, 2 em Toledo, 1 em Albacete, 1 em Almansa e 1 em Tomelloso. Dez novos casos foram registrados na Catalunha, atingindo um total de 28 pessoas infectadas, algumas de viagens na Itália e outras por contato local. Na Galiza, o primeiro caso na comunidade foi confirmado na Corunha. Na Comunidade de Madri, 20 novos casos positivos de coronavírus elevaram o total para 76, dos quais 41 foram hospitalizados e 7 em terapia intensiva. Quatro novos casos foram relatados em La Rioja, elevando o total da região para 6. Em 5 de março, outros seis casos foram confirmados no País Basco, elevando o total para 27. Na Galiza, o segundo positivo na comunidade foi confirmado em Vigo. Na Comunidade de Madri, 13 novos casos positivos de coronavírus aumentam para 89 no total. Em La Rioja, quatro novos casos positivos de coronavírus elevaram o total para 10. Posteriormente, naquela mesma tarde, o número foi aumentado para 17 casos. Na Comunidade Valenciana, os infectados aumentam para 30 casos, com 8 novos casos em Castellón, Elche, Orihuela e Valência.

Em 6 de março, outros nove casos de coronavírus foram confirmados em Aragão, incluindo um homem de 87 anos que morreu poucas horas depois. No País Basco, outras 18 pessoas foram confirmadas como portadoras da doença, 13 em Álava e 5 na Biscaia, elevando o total para 45. Na Galiza, foram confirmados em Vigo o terceiro e quarto aspectos positivos da comunidade, uma mulher de 15 e 47 anos internada no Hospital Álvaro Cunqueiro de Vigo. Na Comunidade de Madri, 46 novos casos positivos de coronavírus em Valdemoro aumentam para 134 casos ativos e 4 mortes no total. Em La Rioja, 21 novos casos de coronavírus foram confirmados, totalizando 38. Em 8 de março, foram relatadas mais sete mortes confirmadas, enquanto o primeiro caso na região de Múrcia foi diagnosticado. Em 8 de março, cerca de 120.000 pessoas participaram de uma marcha no Dia Internacional da Mulher em Madri.

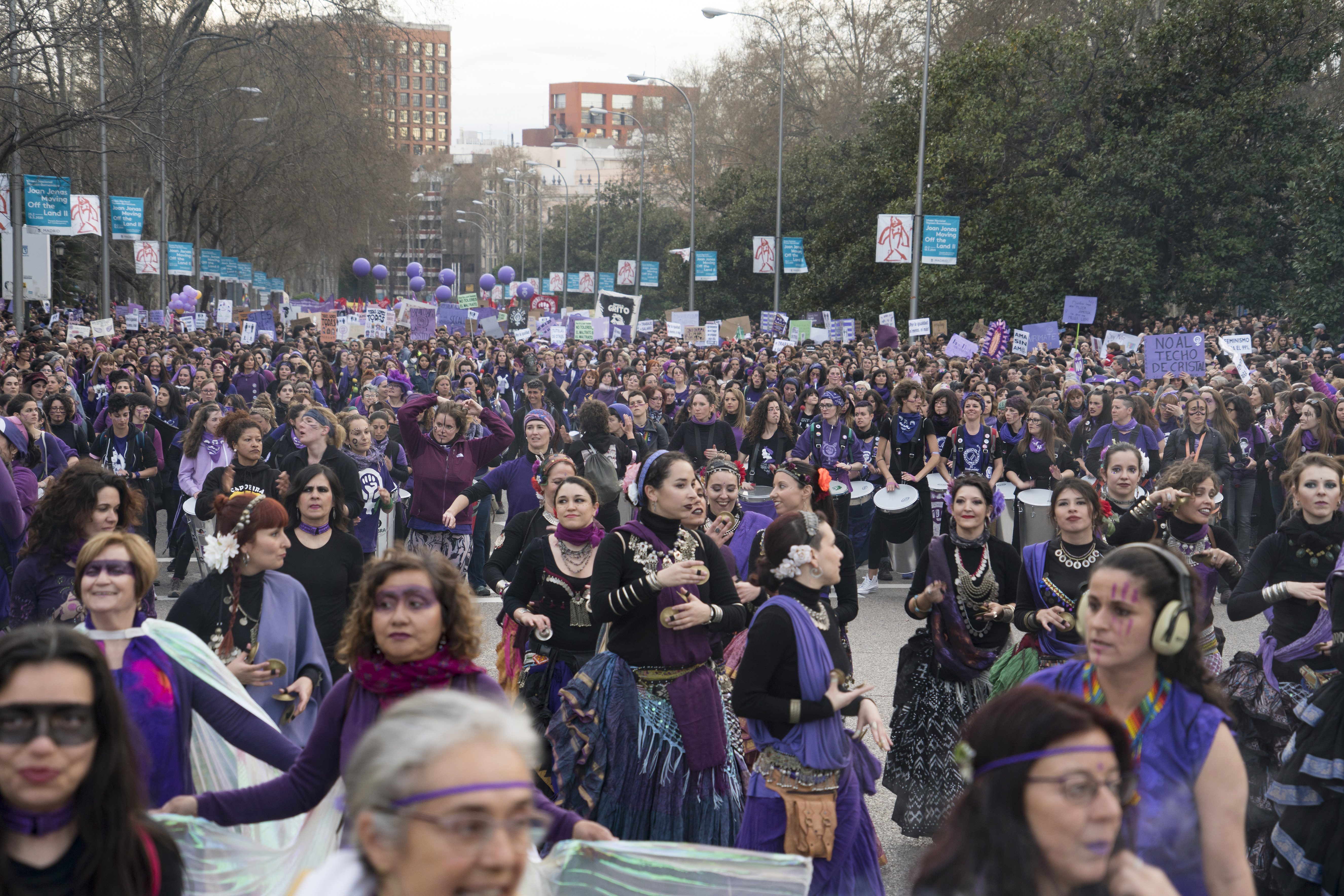
Marcha internacional do dia da mulher em Madri, 8 de março de 2020

Em 9 de março, o Ministério da Saúde da Catalunha registrou duas novas mortes na Catalunha. Em 10 de março, La Rioja anunciou sua primeira morte devido ao vírus. Após quatro casos confirmados em Tarragona e um caso em Lérida, todas as províncias catalãs tiveram pelo menos um caso diagnosticado. O governo regional catalão suspendeu os eventos com mais de mil participantes sob sua jurisdição. A primeira morte na Estremadura foi relatada. Em 12 de março, a maioria das comunidades autônomas encerrou seus sistemas escolares, deixando mais de dez milhões de estudantes (um milhão na universidade e nove milhões no ensino primário e secundário) em casa, inicialmente por duas semanas. Dois casos do vírus são confirmados na cidade autônoma de Melilha enquanto os dois primeiros casos relatados na ilha de La Palma. O índice de ações da Espanha, IBEX 35, cai 14%, na maior queda da história em um dia.

### Estado de alarme (13 a 27 de março)

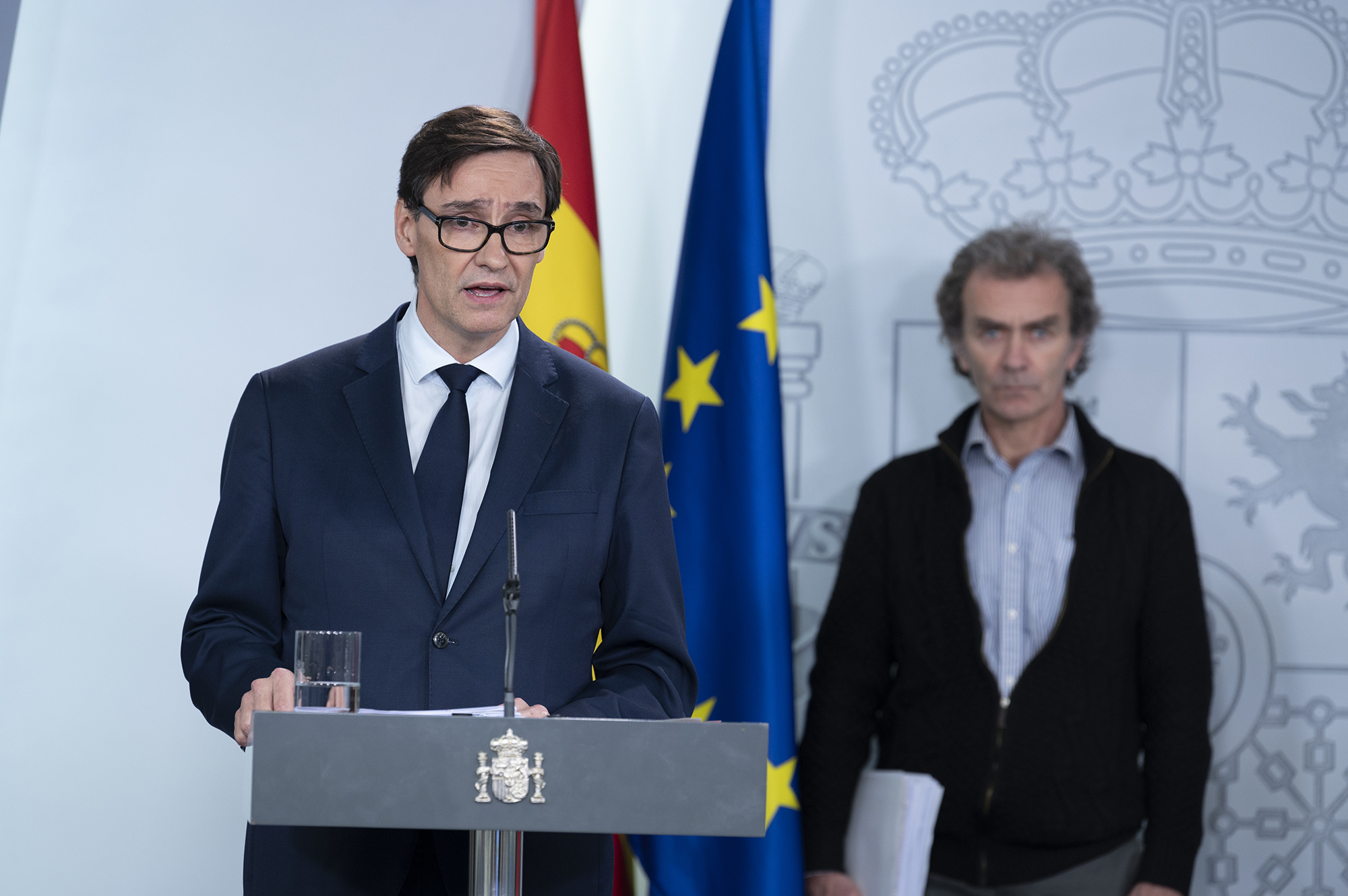
Ministro da Saúde, Salvador Illa, em entrevista coletiva, 15 de março

Em 13 de março, o primeiro-ministro da Espanha, Pedro Sánchez, anunciou uma declaração de um estado de alarme nacional por 15 dias, para entrar em vigor no dia seguinte após a aprovação do Conselho de Ministros. O presidente da Audiência Nacional anunciou a suspensão de todas as funções ordinárias deste Tribunal por 15 dias, mantendo apenas os procedimentos urgentes e o tribunal de plantão. A atividade judicial na Comunidade de Madri, País Basco, Igualada e Haro foi suspensa por uma ordem do Conselho Geral do Judiciário. O vice-presidente de Castela e Leão, Francisco Igea, anunciou a suspensão das festividades da Semana Santa na região após conversas com a administração regional. Todas as províncias da Espanha confirmaram pelo menos um positivo após a confirmação dos casos em Ávila, Cuenca, Huesca, Palência e Sória, deixando a cidade autônoma de Ceuta e as ilhas de El Hierro e Formentera como os únicos territórios sem casos relatados. A Catalunha registrou 190 novos casos no maior aumento de casos em um dia. Os dois primeiros casos foram relatados na cidade autônoma de Melilha.

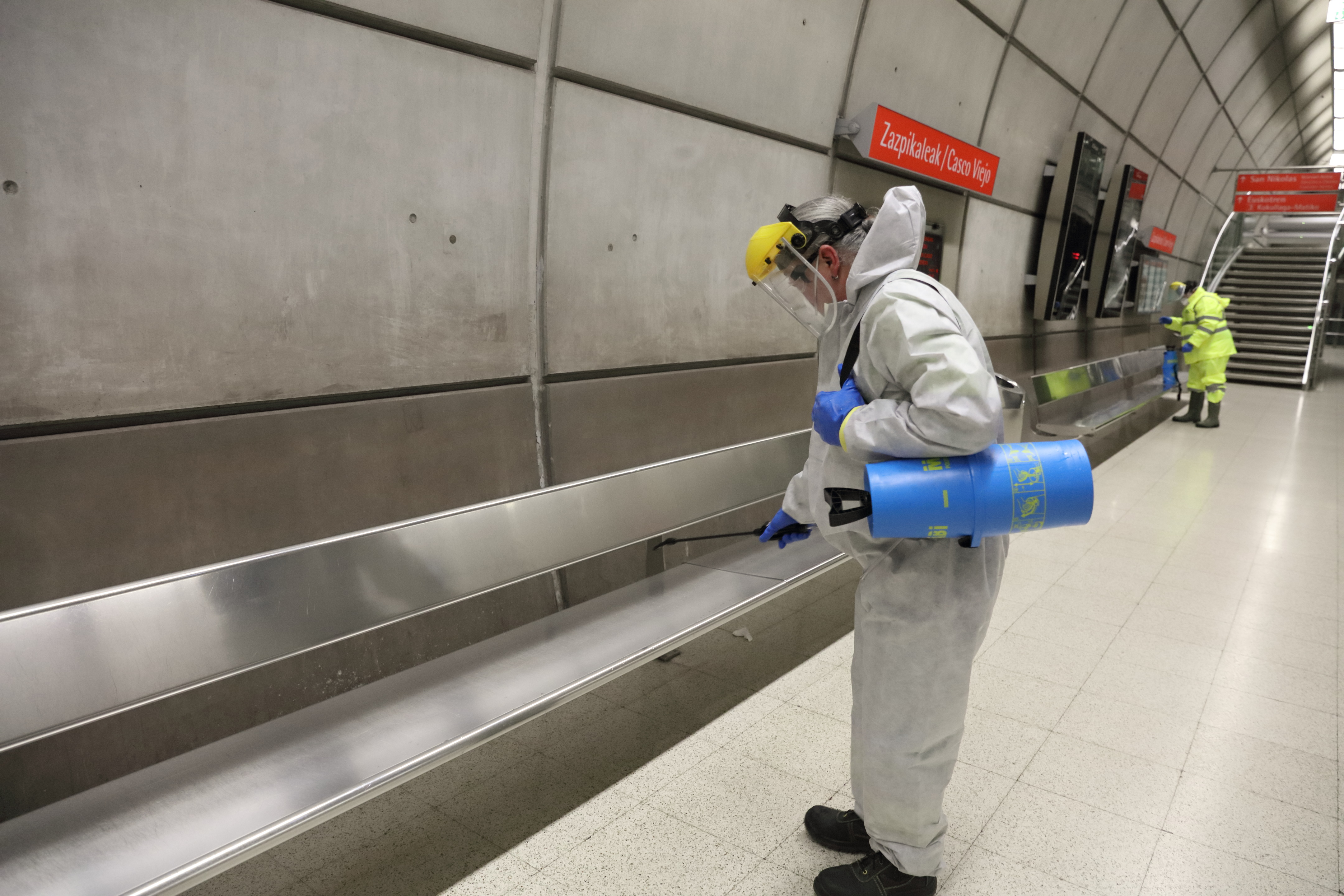
Desinfecção do metrô em Bilbau, País Basco, 21 de março

Em 15 de março, o bloqueio nacional devido ao estado de alarme entrou em vigor. Todos os residentes foram obrigados a permanecer em suas residências normais, exceto para comprar alimentos e medicamentos, trabalhar ou atender emergências. As restrições de bloqueio também determinaram o fechamento temporário de lojas e negócios não essenciais, incluindo bares, restaurantes, cafés, cinemas e negócios comerciais e de varejo, além de anunciar que o governo poderá assumir prestadores de serviços de saúde privados, se necessário. O anúncio ocorreu após aumentos significativos no número de casos confirmados de COVID-19 na Espanha, aumentando em 66% de 3.146 casos para 5.232 casos em 13 de março de 2020. A "decisão extraordinária", segundo o primeiro-ministro Pedro Sánchez, é necessária, pois a Espanha lida com uma "crise de saúde, social e econômica". A Feira de Abril de Sevilha é adiada para setembro pela primeira vez em sua história. O primeiro caso na cidade autônoma de Ceuta foi diagnosticado.

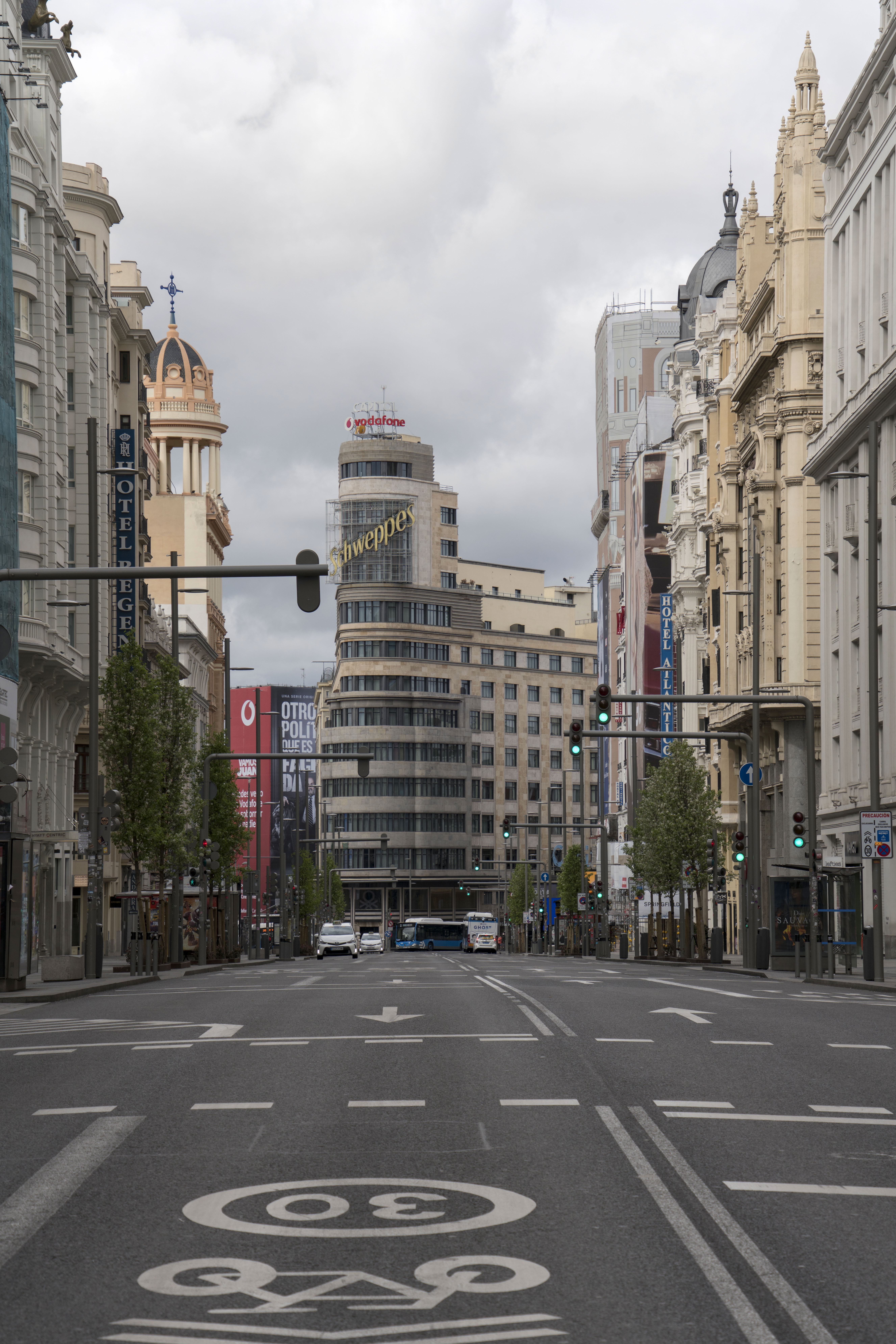
A Gran Vía de Madri em 22 de março.

Em 17 de março, o primeiro-ministro Pedro Sánchez anuncia um pacote de apoio de mais de 200 bilhões de euros, quase 20% do PIB espanhol, para amortecer o impacto da crise do coronavírus. O Decreto Real aprovado por seu governo também inclui uma moratória sobre o pagamento de hipotecas para trabalhadores e trabalhadores independentes em vulnerabilidade econômica e para os afetados pela COVID-19, bem como a racionalização de arquivos de demissão temporária (conhecidos como ERTE), apoio para trabalhadores e empresas afetadas por desacelerações, medidas para garantir a liquidez das empresas e promover pesquisas para obter uma vacina. A primeira morte na província de Tarragona é confirmada no hospital Valls, uma mulher de 88 anos de Badalona.

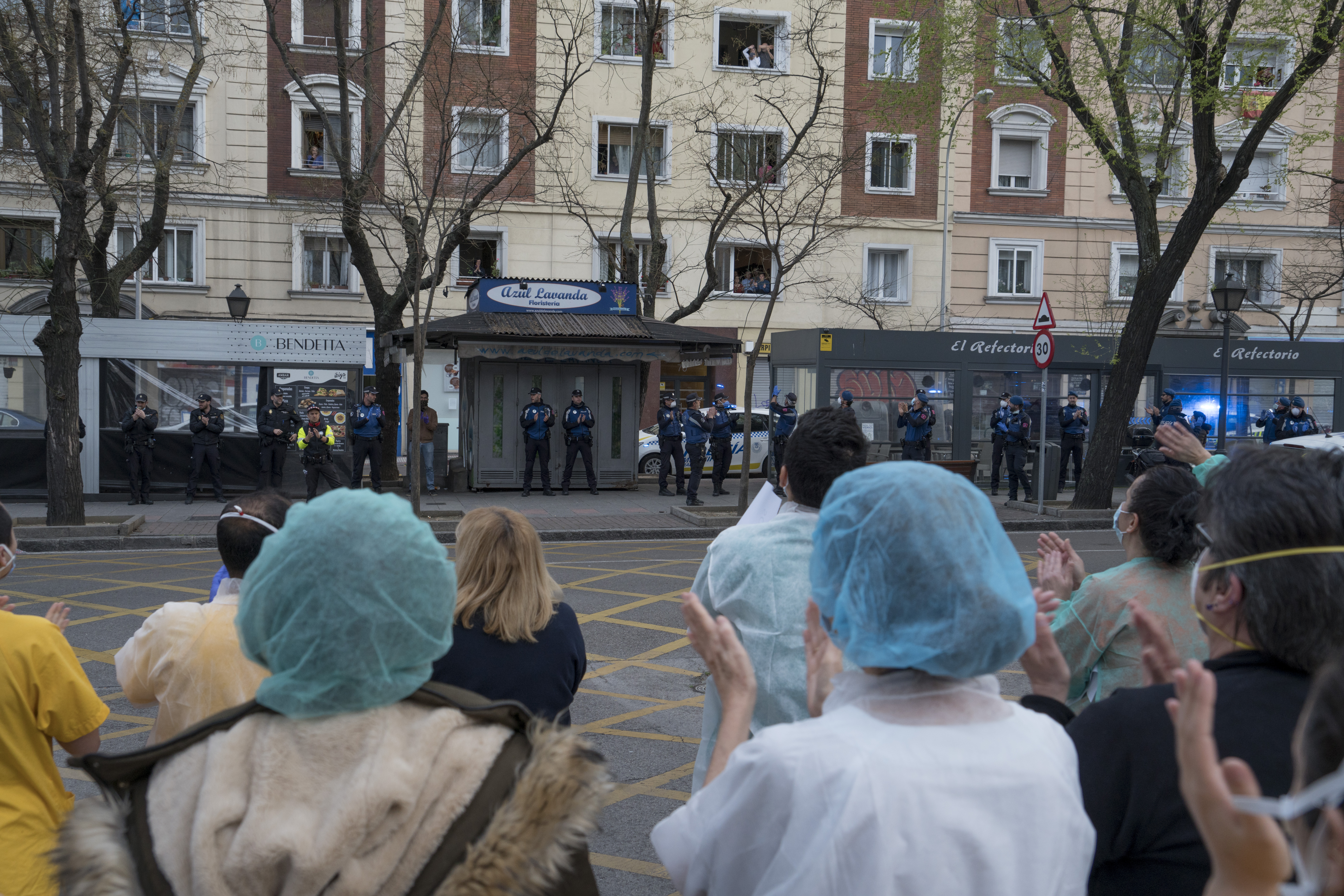
Trabalhadores de hospitais e agentes da polícia se aplaudem em Madri no dia 29 de março

Em 19 de março, é relatada a primeira morte de um profissional de saúde no país, uma enfermeira do País Basco. Em 20 de março, a Espanha excede mil mortes. O primeiro caso é confirmado na ilha de El Hierro. Em 21 de março, o Ministério da Saúde anuncia a compra de 640 mil testes rápidos e informa que mais de 350 mil testes para a COVID-19 foram realizados. Em 22 de março, o primeiro-ministro espanhol Pedro Sánchez anuncia que levará a petição para estender o Estado de Alarme no país até 11 de abril ao Congresso, após consultas com presidentes regionais. O Presidente da Região de Múrcia ordena a cessação de todas as atividades econômicas não essenciais, decisão posteriormente revogada pelo governo central. Em 23 de março, o exército espanhol encontrou idosos abandonados e mortos em lares de idosos, segundo a ministra da Defesa Margarita Robles. Uma investigação criminal é iniciada. "Palacio del Hielo", uma pista de gelo em Madri, começou a ser usada como necrotério. Até essa data, confirma-se que 5.400 profissionais médicos testaram positivo para o coronavírus e voltaram para casa, sobrecarregando ainda mais os hospitais, onde a falta de equipamentos de proteção colocou os trabalhadores em risco.

### Interrupção de todas as atividades não essenciais (28 de março–12 de abril)
Em 28 de março, o governo espanhol proibiu todas as atividades não essenciais, concedendo aos trabalhadores afetados licença remunerada a menos que prestem um serviço essencial, trabalhem remotamente, estejam em licença médica ou tenham seus contratos suspensos. No dia seguinte, dois casos de coronavírus foram diagnosticados em Formentera, Ilhas Baleares, deixando a ilha de La Graciosa (Ilhas Canárias) como o único território sem casos detectados. Em 30 de março, Fernando Simón, chefe do Centro de Emergências em Saúde da Espanha e rosto público da resposta do governo por causa de suas instruções diárias, testou positivo para o vírus e renunciou temporariamente. Em 4 de abril, o primeiro-ministro Pedro Sánchez solicitou que o Congresso dos Deputados estendesse o Estado de Alarme por mais duas semanas, até 26 de abril, uma solicitação que foi concedida em 9 de abril.
De 3 a 11 de abril, o número de novos casos e óbitos em geral teve uma tendência decrescente. Em 3 de abril, foram registradas 950 mortes, o número mais alto para um único país em um intervalo de 24 horas. As estimativas para o número básico de reprodução do vírus indicaram um número abaixo de 1,0 pela primeira vez, o que significa que cada caso estava infectando menos de uma outra pessoa. Nos dias 4, 5 e 6 de abril, foram registradas reduções consecutivas no número de novos casos e mortes, incluindo 637 novas mortes em 6 de abril, o número mais baixo em dez dias. Em 10 de abril, o número de mortes confirmadas caiu para 605 e, em 11 de abril, para 510, o número mais baixo em mais de um mês; o número de casos confirmados aumentou apenas 3%, o menor valor desde que o Ministério da Saúde começou a coletar dados.

### Levantamento de algumas restrições (13 de abril–)
Em 13 de abril, trabalhadores de setores não essenciais que não podem trabalhar remotamente foram autorizados a retornar ao trabalho; o governo iniciou a distribuição de milhões de máscaras nos centros de transporte público.

## Resposta governamental

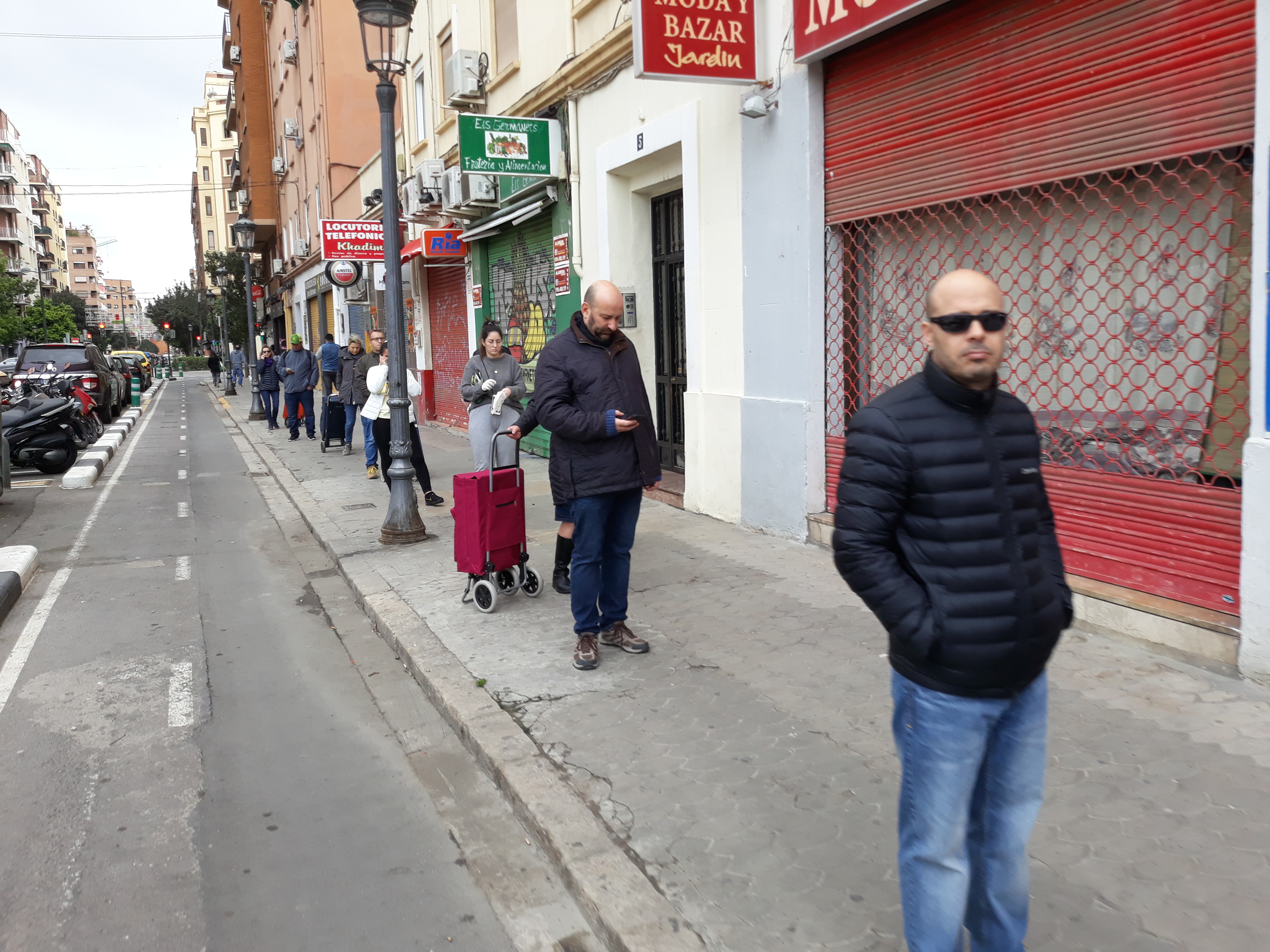
As pessoas mantêm o distanciamento social em Valência, Espanha.

### Quarentenas e interdições
Em 7 de março, Haro foi interditada devido a uma concentração de casos. Em 12 de março, o governo regional catalão colocou em quarentena quatro municípios catalães — Igualada, Vilanova del Cami, Santa Margarida de Montbui e Odena — após um conjunto de casos serem relatados no Hospital Igualada; a medida afetou 70.000 pessoas e estava programada para durar 14 dias. No dia seguinte, o governo da Espanha anunciou que um estado de alarme sobre todo o país seria decretado no dia seguinte, inicialmente por 15 dias, conforme especificado no artigo 116.2 da constituição espanhola. Sob o estado de alarme, o governo central mantém todos os poderes e toda a polícia está sob o controle do Ministério do Interior. Muitas atividades não essenciais são proibidas, incluindo grandes reuniões, restaurantes, museus e similares. No entanto, os cidadãos ainda podem viajar para o trabalho e comprar itens essenciais, e os serviços religiosos são permitidos sob certas condições. O atraso na implementação do bloqueio significou que algumas pessoas em Madri partiram para as regiões, trazendo o vírus com elas.
Algumas comunidades autônomas anunciaram medidas de emergência no mesmo dia. O País Basco anunciou uma declaração de emergência sanitária na região, que permite o confinamento da população. O governo da Múrcia anunciou o confinamento de mais de 500.000 pessoas nos municípios costeiros. A Presidente das Ilhas Baleares, Francina Armengol, pediu ao Primeiro Ministro que suspendesse o tráfego entre o continente e as ilhas. O presidente da Catalunha, Quim Torra, pediu ao Primeiro Ministro que autorizasse o fechamento de todos os portos, aeroportos e ferrovias da Catalunha. O prefeito de Madri, José Luis Martínez Almeida, ordenou o fechamento de bares e terraços na capital e anunciou que seu governo estaria preparado, se necessário, para isolar a cidade. Na Estremadura, Arroyo de la Luz foi interditado.

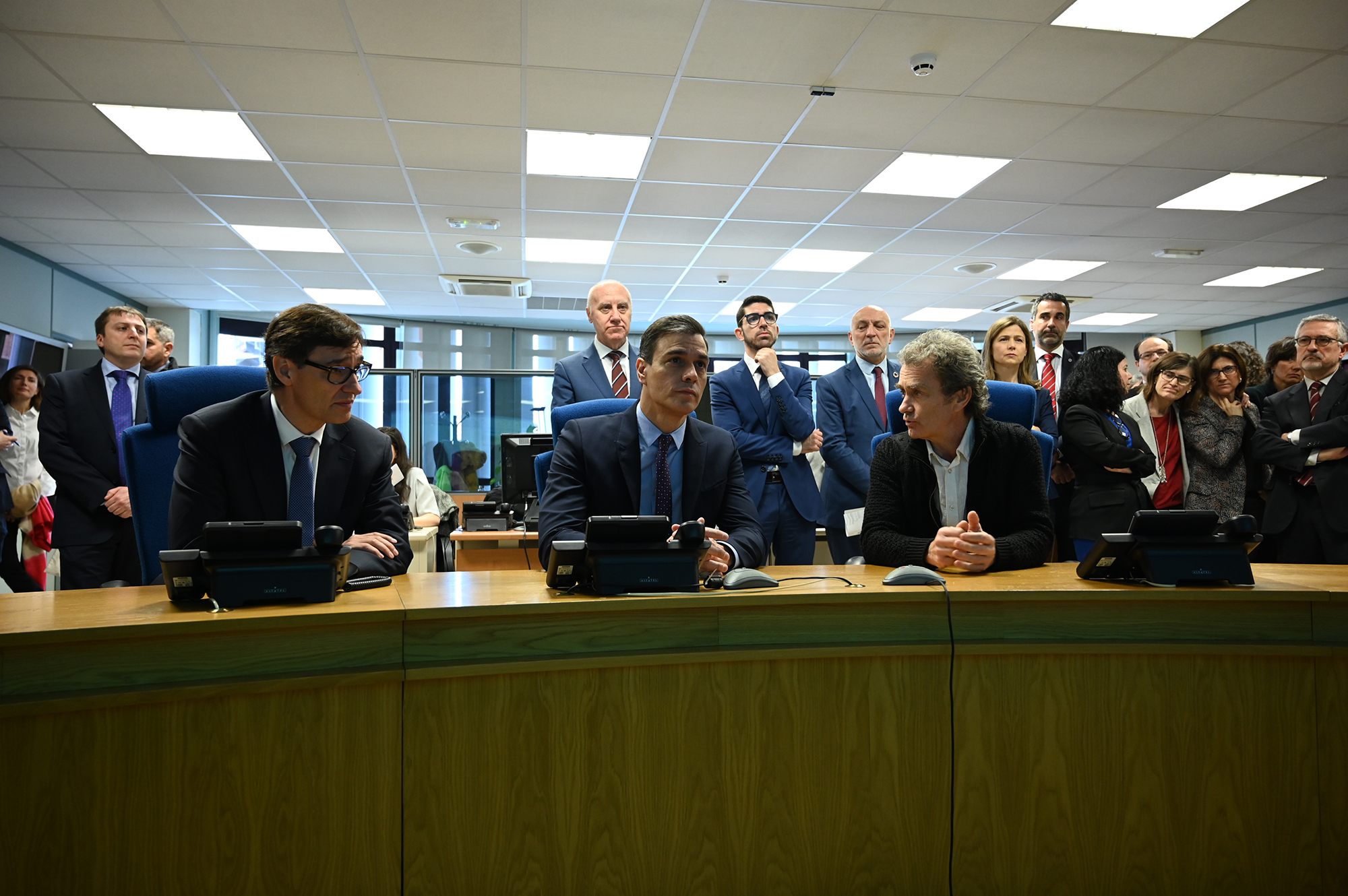
Primeiro-ministro Pedro Sánchez com o ministro da Saúde Salvador Illa e o chefe de emergência sanitária da Espanha, Fernando Simón.

Em 25 de março, o parlamento — com menos de 50 membros dos 350 presentes — aprovou o pedido do governo para estender o estado de alarme até 11 de abril. Em 28 de março, o primeiro-ministro ordenou que todos os trabalhadores não essenciais ficassem em casa de 30 de março a 9 de abril para dobrar a curva e conter a epidemia. Fernando Simón afirmou que as UTIs devem estar cheias até o final desta semana ou no início da próxima semana. Em 1 de abril, o estado de alarme estava programado para expirar em 12 de abril e o governo planejava facilitar os bloqueios no futuro, assumindo que novas infecções diminuíssem. Como na semana anterior havia visto muitos espanhóis morrerem da doença, em 3 de abril, Sánchez estava pensando em estender a quarentena por mais quinze dias para 26 de abril. Ele consultou a oposição para obter seu apoio e conversará com os presidentes das comunidades autônomas em 5 de abril. Em 13 de abril, alguns trabalhadores não essenciais, incapazes de se comunicar, puderam retornar ao trabalho, embora outras medidas de distanciamento social permaneçam em vigor. Em vez disso, o governo distribuiu máscaras no transporte público e tentou o rastreamento ostensivo de contatos para reduzir a propagação do vírus.

### Restrições de viagem
Em 10 de março de 2020, o governo da Espanha decretou o cancelamento imediato de todos os voos diretos da Itália para a Espanha até 25 de março. Em 12 de março, todo o tráfego entre Marrocos e Espanha foi suspenso. No dia 16 de março, o ministro do Interior Grande-Marlaska anuncia o fechamento das fronteiras espanholas a partir das 12 horas do dia 16 de março, autorizando apenas a entrada de cidadãos espanhóis e aqueles que provam causa de força maior ou situação de necessidade. As restrições de entrada não terão efeito no transporte de mercadorias para garantir a cadeia de suprimentos. Também não afetará o pessoal diplomático estrangeiro. Depois disso, a Presidente do Governo das Ilhas Baleares, Francina Armengol, anuncia que, depois de receber a aprovação do governo espanhol, seu governo procederá ao fechamento de todos os aeroportos e portos da região, com "algumas exceções"; as Ilhas Canárias restringiriam os vôos entre a península e suas ilhas. As conexões aéreas e marítimas para as Ilhas Baleares cessam devido às companhias aéreas que param todos os voos.

### Fechamentos
Em 10 de março, o Ministério da Cultura ordenou o fechamento de seus edifícios em Madri, incluindo os museus de El Prado, Reina Sofia, Thyssen, a Filmoteca Espanhola, os museus Arqueológico e Antropológico, bem como a Biblioteca Nacional e o Palácio Real, entre outras. O Tribunal Constitucional suspendeu sua atividade por dois dias, e a Real Academia Espanhola suspendeu suas sessões plenárias. Em 12 de março, as Cortes Gerais espanholas suspenderam suas atividades por 15 dias e o Ministério do Interior ordenou o isolamento de suas 69 prisões. A Sagrada Família, em Barcelona, fecha para turistas e trabalhadores da construção. Em 13 de março de 2020, o Governo da Comunidade de Madri decretou o fechamento de bares, restaurantes e lojas "não alimentares" (permitindo apenas a abertura de supermercados e farmácias). Em 14 de março, Astúrias, Catalunha, Cantábria, Galiza, Madri, Múrcia e País Basco fecharam todas as lojas, exceto as que vendem alimentos e artigos básicos. O prefeito de Madri fechou parques e jardins públicos.

### Execução

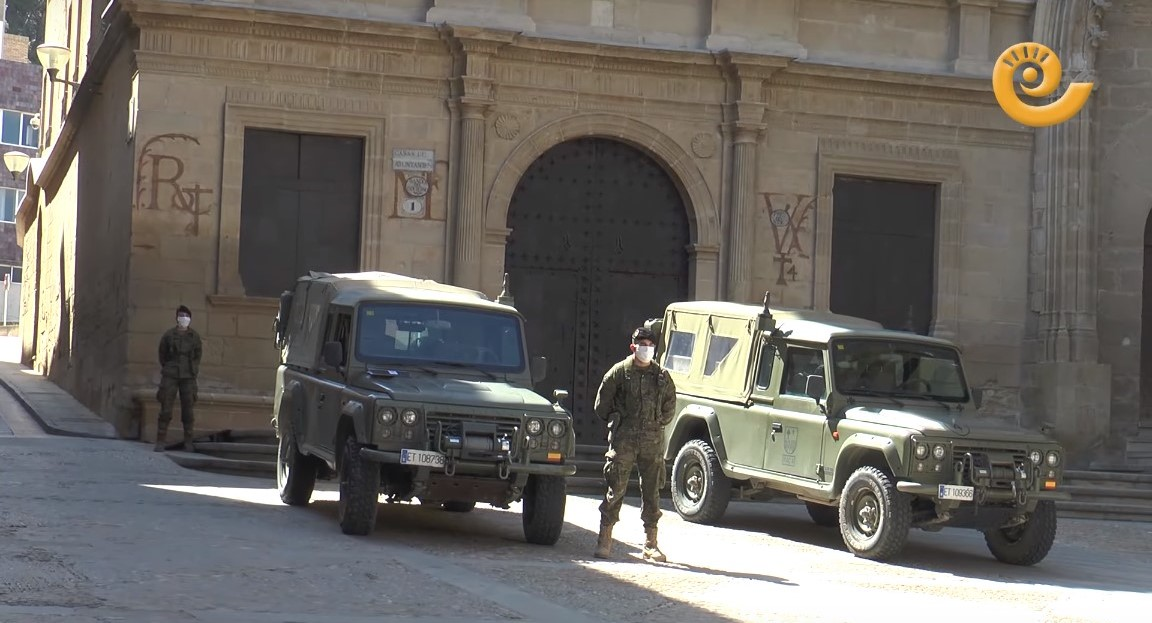
Exército espanhol se mobiliza para reforçar o bloqueio em Alcañiz, Aragão, 27 de março

Em 23 de março de 2020, havia 240.245 policiais e mais de 2.500 militares destacados em todo o país. Alguns policiais fizeram viagens a populações em quarentena e tocaram música. Em 24 de março, o governo assumiu o controle de casas de repouso privadas em todo o país e anunciou uma investigação judicial depois que as tropas encontraram pacientes em casas de repouso que haviam morrido de COVID-19 deixados mortos em suas camas. Em Madri, os hospitais recusaram transferências de lares de idosos e uma pista de patinação foi usada para armazenar cadáveres enquanto o necrotério da cidade transbordava. Em 31 de março, a polícia havia emitido 100.000 citações e prendido 1.000 pessoas por violar os regulamentos de distanciamento social. As multas podem variar de 100 a 30.000 euros por violações graves ou até quatro meses de prisão. Drones são usados para aplicação. A polícia também montou 30.000 barreiras para impedir que as pessoas viajem. Em 10 de abril, 3.000 motoristas foram sancionados por violar a quarentena, enquanto milhares eram parados todos os dias.

### Críticas
De acordo com o The Guardian, a resposta lenta da Espanha ao coronavírus causou uma grande epidemia, apesar de não compartilhar uma fronteira terrestre com a Itália ou outros países severamente afetados. Uma análise da Vox supôs que o governo minoritário não quisesse arriscar seu poder ao banir grandes reuniões cedo; o primeiro ministro defendeu inicialmente sua decisão de permitir que grandes reuniões continuassem.
O governo espanhol encomendou 340.000 kits de teste de coronavírus à Shenzhen Bioeasy Biotechnology, que reivindicou uma taxa de greve de 80%. No entanto, a Sociedade Espanhola de Doenças Infecciosas e Microbiologia Clínica (SEIMC) descobriu que o kit de teste da Bioeasy, que usa cotonetes, tinha uma taxa de precisão inferior a 30%, e a cidade de Madri parou de usá-los. A embaixada chinesa afirmou que os kits de teste Bioeasy não haviam sido aprovados pela Administração Nacional de Produtos Médicos da China e disseram que não estavam incluídos nos suprimentos médicos enviados pelo governo chinês à Espanha. Em 29 de março, a Chéquia doou 10.000 trajes médicos de proteção e 90 respiradores, que foram enviados em um avião da Força Aérea da Chéquia.

## Impacto

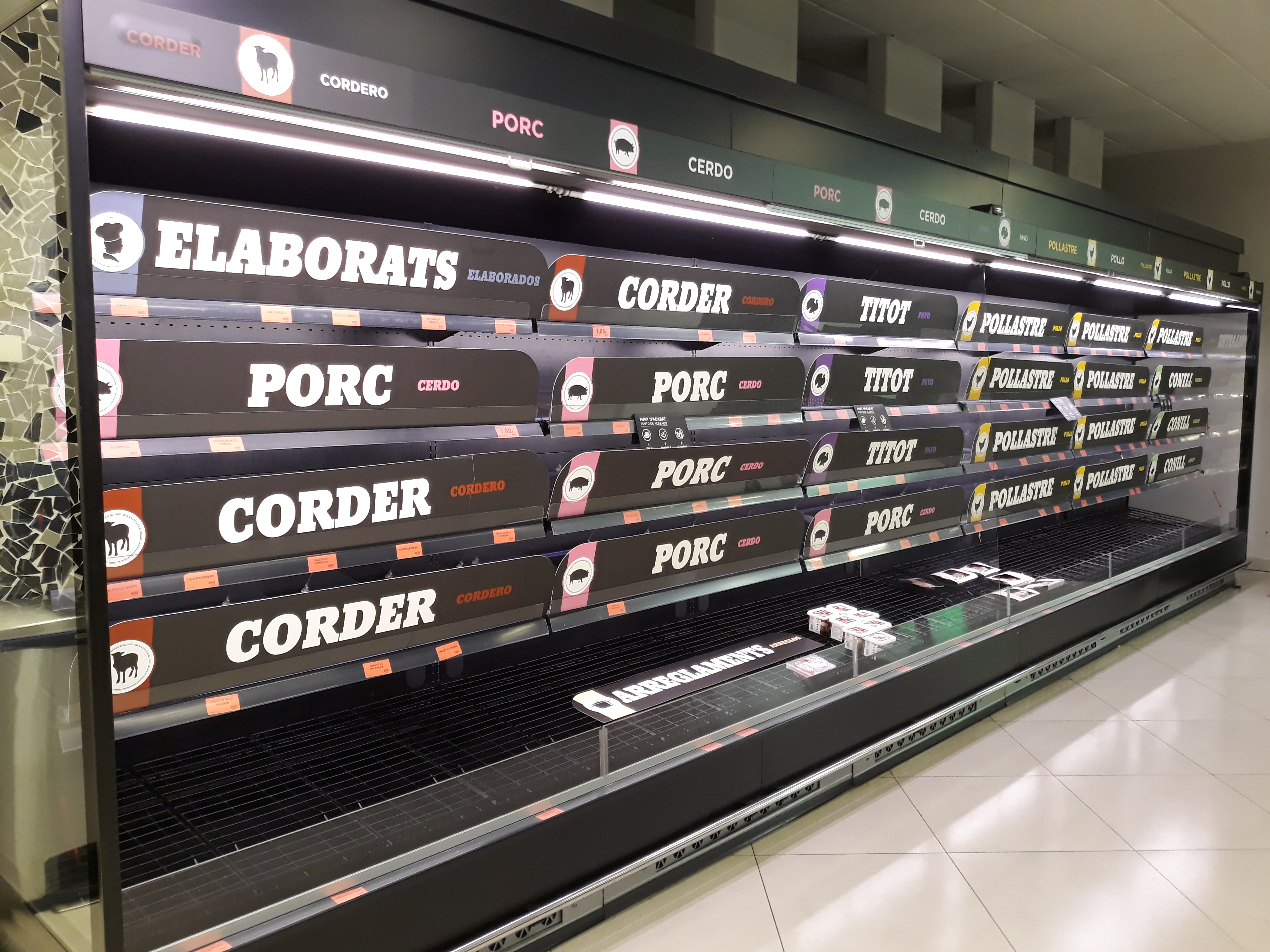
Prateleiras vazias em um supermercado Mercadona em Valência em 14 de março

Em 6 de março, a EFE informou que os mitos relacionados ao coronavírus estavam se espalhando pelo país. A corrida às compras ocorreu em 10 de março. Em 28 de março, crianças e jovens que obedeciam ao distanciamento social ao ficar em casa foram aplaudidos pelos residentes espanhóis por terem feito sua parte no combate à epidemia. Em 29 de março, as visitas a locais de varejo e recreação, estações de trânsito e parques haviam caído 94%, 88% e 89%, respectivamente, e as visitas aos locais de trabalho haviam reduzido em 64%, de acordo com um relatório do Google baseado em dados do histórico de localização de dispositivos móveis.
O coronavírus causou um aumento no crime cibernético; golpes de phishing que imitam o Ministério da Saúde têm como alvo os usuários do WhatsApp. Até 10 de abril, o Corpo de Polícia Nacional descobriu 12.000 sites fraudulentos direcionados a espanhóis. Um empresário foi preso por supostamente roubar 5 milhões de euros em equipamentos médicos. Algumas empresas estão vendendo suprimentos essenciais, como máscaras ou desinfetante para as mãos, com alta margem de lucro, o que leva a reclamações de manipulação de preços. Outras empresas estão vendendo curas milagrosas falsas com pesadas campanhas de marketing.
O coronavírus aumentou significativamente a mortalidade na Espanha, com mortes significativamente mais observadas nos relatórios de vigilância da mortalidade do que o esperado com base em dados históricos. Já causou mais de cinco vezes mais mortes que toda a temporada de gripe de 2019-20.

### Sistema de saúde

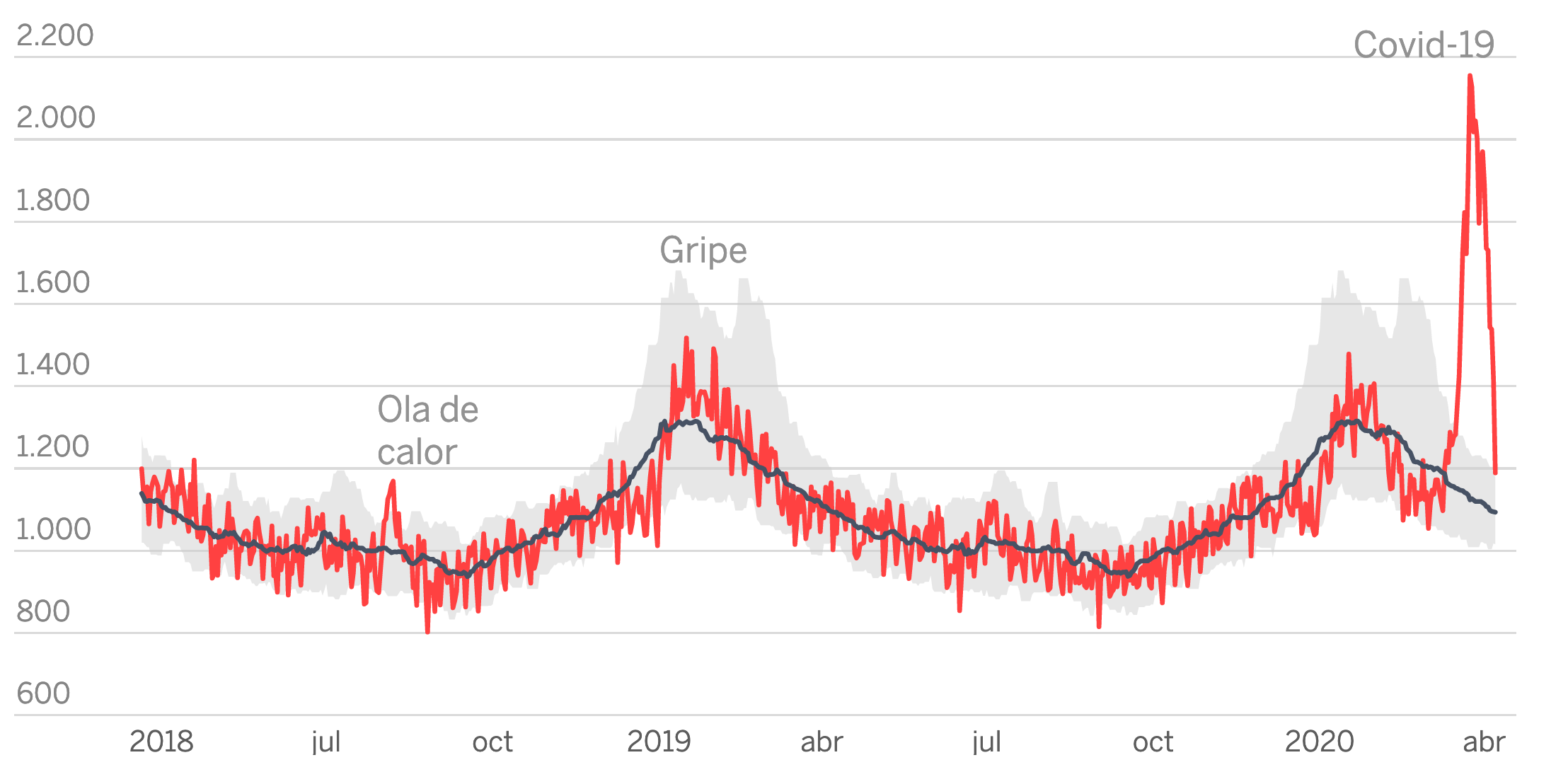
Mortalidade diária na Espanha, abril de 2018 a abril de 2020. Preto indica mortes esperadas com intervalo de confiança em cinza; vermelho indica mortes observadas

Em 23 de março, o The Guardian informou que os hospitais da região de Madri estavam sendo atingidos por pacientes com coronavírus. Per capita, a Espanha tem apenas um terço do número de leitos hospitalares que a Alemanha e a Áustria. Em 28 de março, o ônus das unidades de terapia intensiva por caso confirmado era de 7,8, quase tão alto quanto a Itália e muito acima de qualquer outro país europeu. Em 31 de março, as unidades de terapia intensiva em Catalunha, Madri, Castela-Mancha e Castela e Leão tinham capacidade igual ou superior a 80%, apesar dos esforços para triplicar o número de leitos disponíveis. A maioria dos pacientes sofria de coronavírus. Depois de 1 de abril, alguns hospitais de Madri viram um pequeno declínio no número de pacientes em terapia intensiva, enquanto outros estavam estáveis ou ainda subindo. O número de pacientes em terapia intensiva na Galiza, Astúrias e Castela-Mancha também caiu. Em Castela e Leão, Catalunha e Valência, era estável, enquanto em Aragão e Andaluzia atingiu o pico mais tarde. O número de pacientes em terapia intensiva nas comunidades autônomas com a maioria dos casos atingiu seu pico nos primeiros dias de abril.
Medidas de austeridade, promulgadas pelo governo anterior de Mariano Rajoy, que cortam bilhões de euros em orçamentos de saúde, foram responsabilizadas por alguns especialistas por reduzir a capacidade do sistema de saúde. Os gastos com saúde na Espanha são de 5,9%, abaixo da média da UE de 7,5%. Antes da epidemia de coronavírus, alguns médicos estavam desempregados ou haviam emigrado para procurar trabalho. Agora, os profissionais de saúde aposentados estão sendo chamados de volta ao trabalho e os estudantes de medicina estão sendo recrutados para executar algumas tarefas. A privatização de hospitais sofridos durante o regime de Rajoy minou os esforços para coordenar a resposta à crise.
Até 3 de abril, cerca de 10% dos casos são de profissionais de saúde. Uma causa de infecção é a falta de equipamento de proteção adequado, levando alguns profissionais de saúde a fabricar seu próprio equipamento improvisado. Segundo Fernando Simón, apenas 8,8% dos profissionais de saúde diagnosticados necessitam de hospitalização, em contraste com 40% dos outros casos da doença. Doze enfermeiros e médicos sucumbiram à doença.

### Política
Em 8 de março de 2020, a Vox realizou uma manifestação política com a participação de mais de 9.000 pessoas e depois se desculpou após Santiago Abascal, seu presidente, Javier Ortega Smith, seu secretário geral, e vários membros de seu partido no Congresso dos Deputados apresentaram resultados positivos para a COVID-19.
Em 12 de março de 2020, o Congresso dos Deputados votou a suspensão da atividade por uma semana após vários membros terem testado positivo para o vírus. Quando o Congresso dos Deputados aprovou a prorrogação do estado de alarme em 18 de março, foi a primeira vez que os partidos da oposição Partido Popular e Vox apoiaram o governo em uma votação, enquanto partidos separatistas, como a Esquerda Republicana Catalã, se abstiveram da votação.
A resposta ao coronavírus foi complicada pelo fato de Pedro Sánchez liderar o governo minoritário do PSOE (em coalizão com o Unidos Podemos), que conta com o apoio de partidos da oposição para aprovar medidas de coronavírus, especialmente no que diz respeito ao estímulo econômico. Até agora, o gabinete está discutindo propostas para oferecer empréstimos com juros zero aos inquilinos para pagar aluguel, para que os proprietários menores que dependem da renda possam ficar à tona. O líder do PP Pablo Casado reclamou que o governo não o mantinha informado sobre os desenvolvimentos no coronavírus. A líder do Cidadãos, Inés Arrimadas, disse que apoia as ações do governo. Vox pediu a renúncia do primeiro-ministro.
As eleições regionais bascas de 2020, agendadas para 5 de abril, foram adiadas, após um acordo entre todos os partidos políticos representados no parlamento basco; as eleições galegas também foram suspensas.

## Espalhe para outros países e territórios

Espanha
Entrada banida
Quarentena obrigatória

Em 29 de fevereiro de 2020, uma mulher que chegou à Espanha no dia 14 de fevereiro no Equador, testou positivo para SARS-CoV-2 e se tornou o primeiro caso de coronavírus no país. Dias depois, sentiu desconforto e febre, foi hospitalizada e passou por vários testes. A pessoa, 70 anos e com doenças anteriores, foi isolada e internada “em terapia intensiva”. Segundo o vice-ministro Julio López, seu status era crítico e sua previsão era reservada. Em 13 de março de 2020, a primeira morte (o primeiro caso de infecção no Equador) foi relatada pela Ministra da Saúde Pública do Equador, Catalina Andramuño, durante uma conferência de imprensa em Guayaquil.
Em 6 de março, o Ministério da Saúde e o Presidente do Peru confirmaram o primeiro caso no país de um homem de 25 anos que visitou a Espanha, França e Chéquia.
Em 8 de março, Portugal confirmou um caso originário da Espanha. Em 10 de março, outro caso foi detectado e no dia seguinte (11 de março) outros três casos.
Em 10 de março, uma mulher de 40 anos retornando de Madri, Espanha, foi confirmada como o primeiro caso no Panamá. Honduras também confirmou dois casos de coronavírus: o primeiro paciente ou paciente 0 era uma mulher grávida que veio da Espanha em 4 de março, mas foi confirmada no início da manhã de 10 de março.
Em 13 de março, o vice-presidente venezuelano Delcy Rodríguez confirmou dois casos do vírus no estado de Miranda. Rodríguez pediu a todos os passageiros do voo Iberia 6673 de 5 e 8 de março que entrassem imediatamente em uma quarentena preventiva obrigatória, pois os dois casos eram desse voo.
Em 14 de março, foi relatado que uma mulher procedente da cidade espanhola de Móstoles se tornou o primeiro caso na Guiné Equatorial.
Em 17 de março, um cidadão espanhol de 47 anos que fazia negócios em Macau testou positivo; ele pegou o voo SU2501 de Madri para Moscou em 15 de março e depois o voo SU204 de Moscou para Pequim. Em 16 de março, ele pegou o voo NX001 de Pequim para Macau, chegando ao aeroporto de Macau às 20:00 do mesmo dia.
Em 20 de março, o primeiro-ministro da Papua-Nova Guiné, James Marape, confirmou o primeiro caso no país de um mineiro que havia viajado da Espanha.

### Restrições de viagem
Até 3 de abril de 2020, os seguintes países ou territórios impuseram algum tipo de restrição de viagem aos cidadãos espanhóis:
| Lista de países |
| --- |
| - Abecásia - Albânia - Argélia - Samoa Americana - Angola - Antigua e Barbuda - Argentina - Armênia - Aruba - Austrália - Áustria - Azerbaijão - Bahamas - Bahrein - Bangladesh - Barbados - Bélgica - Belize - Bermuda - Bolívia - Bonaire - Bósnia e Herzegovina - Botsuana - Brasil - Butão - Território Britânico do Oceano Índico - Ilhas Virgens Britânicas - Brunei - Bulgária - Burkina Faso - Burundi - Camboja - Camarões - Canadá - Cabo Verde - Ilhas Cayman - República Centro-Africana - Chade - Chile - China - Colômbia - Comores - Congo - Ilhas Cook - Costa Rica - Cuba - Curaçao - Chipre - Chéquia - República Democrática do Congo - Dinamarca - Djibouti - Dominica - República Dominicana - Timor-Leste - Equador - Egito - El Salvador - Guiné Equatorial - Estônia - Essuatíni - Eritreia - Etiópia - Ilhas Faroe - Fiji - Finlândia - Guiana Francesa - Polinésia Francesa - Gabão - Gâmbia - Geórgia - Alemanha - Gana - Grécia - Gronelândia - Granada - Guam - Guatemala - Guiné - Guiné-Bissau - Guiana - Haiti - Honduras - Hong Kong - Hungria - Índia - Indonésia - Iraque - Irlanda - Israel - Costa do Marfim - Japão - Jamaica - Jordânia - Cazaquistão - Quênia - Kiribati - Kosovo - Kuwait - Quirguistão - Laos - Letônia - Líbano - Libéria - Líbia - Lituânia - Luxemburgo - Macau - Madagáscar - Malawi - Malásia - Maldivas - Mali - Malta - Ilhas Marshall - Mauritânia - Maurícia - Mayotte - Micronesia - Moldávia - Mongólia - Montenegro - Montserrat - Marrocos - Moçambique - Mianmar - Namíbia - Nauru - Nepal - Países Baixos - Nova Caledônia - Nova Zelândia - Níger - Nigéria - Niue - Coreia do Norte - Macedônia do Norte - Chipre do Norte - Noruega - Omã - Paquistão - Palestina - Panamá - Papua-Nova Guiné - Paraguai - Peru - Filipinas - Pitcairn - Polônia - Portugal - Porto Rico - Catar - Reunião - Romênia - Rússia - Ruanda - Saba - RASD - São Cristóvão e Nevis - Santa Helena - Santa Lúcia - Samoa - San Marino - São Tomé e Príncipe - Arábia Saudita - Senegal - Sérvia - Seicheles - Serra Leoa - Singapura - Santo Eustáquio - São Martinho - Eslováquia - Eslovênia - Ilhas Salomão - Somália - Somalilândia - África do Sul - Ossétia do Sul - Sudão do Sul - Sri Lanka - Sudão - Suriname - Suíça - Síria - Taiwan - Tailândia - Togo - Tokelau - Tonga - Transnístria - Trindade e Tobago - Tristan da Cunha - Tunísia - Turquia - Turquemenistão - Ilhas Turcas e Caicos - Tuvalu - Uganda - Ucrânia - Emirados Árabes Unidos - Estados Unidos da América - Uruguai - Ilhas Virgens Americanas - Usbequistão - Vanuatu - Venezuela - Vietnã - Zâmbia - Zimbábue - Anguilla - Bielorrússia - Benim - Croácia - Guernsey - Islândia - Itália - Jersey - Lesoto - Ilhas Marianas do Norte - Palau - São Vicente e Granadinas - Coreia do Sul - Tajiquistão - Tanzânia - Wallis e Futuna |